# Podgrab
Podgrab (en serbe cyrillique : Подграб) est un village de Bosnie-Herzégovine. Il est situé sur le territoire de la ville d'Istočno Sarajevo, dans la municipalité de Pale et dans la république serbe de Bosnie. Selon les premiers résultats du recensement bosnien de 2013, il compte 583 habitants.

## Géographie
Le village est situé sur les bords de la Prača, à la confluence de cette rivière, de la Sjetlinska rijeka et de la Viharska rijeka ; sur son territoire, le Ranjenski potok conflue d'abord avec la Viharska rijeka.

## Démographie

### Évolution historique de la population dans la localité
| 1948 | 1953 | 1961 | 1971 | 1981 | 1991 | 2013 |
| ---- | ---- | ---- | ---- | ---- | ---- | ---- |
| -    | -    | 593  | 687  | 678  | 722  | 583  |

|  |